# Hunter Shinkaruk
Hunter James Shinkaruk (* 13. Oktober 1994 in Calgary, Alberta) ist ein kanadischer Eishockeyspieler, der seit Juli 2024 bei den Cardiff Devils aus der Elite Ice Hockey League (EIHL) unter Vertrag steht und dort auf der Position des linken Flügelstürmers spielt. Zuvor absolvierte Shinkaruk unter anderem über 350 Spiele in der American Hockey League (AHL) und stand in 15 Partien für die Vancouver Canucks sowie Calgary Flames in der National Hockey League (NHL) auf dem Eis.

## Karriere
Shinkaruk spielte in seiner Jugend für die verschiedenen Juniorenmannschaften der Calgary Royals und wurde beim Bantam Draft 2009 der Western Hockey League (WHL) in der ersten Runde an 14. Position von den Medicine Hat Tigers ausgewählt. Zur Spielzeit 2010/11 wechselte er in die kanadische Juniorenliga und erzielte in 63 Partien insgesamt 42 Scorerpunkte. In den Playoffs erreichte er mit den Tigers das WHL Eastern-Conference-Finale und unterlag dort den Kootenay Ice. In der Saison darauf konnte er seine Punkteausbeute aus dem Vorjahr deutlich steigern und in 66 Spielen 91 Punkte erzielen; darunter 49 Tore. In der Meisterschaftsendrunde schied Medicine Hat in der zweiten Runde gegen die Moose Jaw Warriors aus. Vor Beginn der WHL-Spielzeit 2012/13 wurde Hunter Shinkaruk zum Mannschaftskapitän der Medicine Hat Tigers ernannt. Dem Offensivakteur gelangen in dieser Spielzeit 86 Scorerpunkte, bevor er mit seiner Mannschaft wie in der Vorsaison in der zweiten Playoff-Runde ausschied. Im Anschluss an die Spielzeit wurde Shinkaruk in das WHL East Second All-Star-Team gewählt.

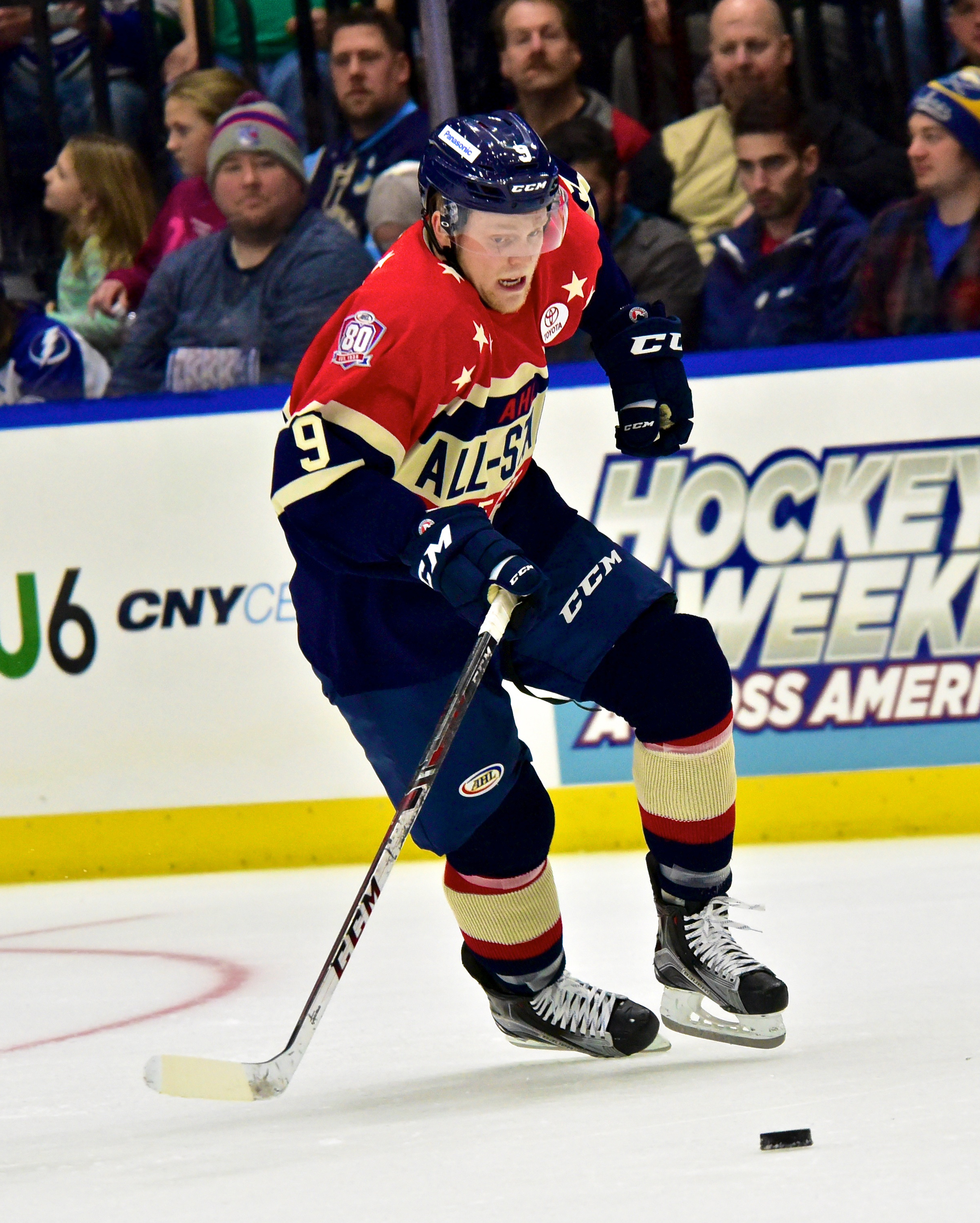
Shikaruk beim AHL All-Star Classic (2016)

Shinkaruk wurde beim NHL Entry Draft 2013 in der ersten Runde an insgesamt 24. Position von den Vancouver Canucks aus der National Hockey League (NHL) ausgewählt. Nach der Saison 2013/14 wechselte er in die Organisation der Canucks und spielte fortan für das Farmteam Utica Comets in der American Hockey League (AHL). Im November 2015 gab er sein NHL-Debüt in Vancouver, ehe ihn die Canucks im Februar 2016 im Tausch für Markus Granlund an die Calgary Flames abgaben. In der Folge verbrachte Shinkaruk etwas mehr als zwei Spielzeiten in Calgary, bevor er im August 2018 im Tausch für Kerby Rychel zu den Canadiens de Montréal transferiert wurde. Dort kam der Stürmer im Verlauf der Spielzeit 2018/19 ausschließlich in der AHL beim Kooperationspartner Rocket de Laval zu Einsätzen. Nachdem sein Vertrag im Sommer 2019 ausgelaufen war, unterzeichnete er Mitte desselben Jahres als Free Agent einen Vertrag beim amtierenden Calder-Cup-Sieger Charlotte Checkers aus der AHL. Dort spielte er allerdings nur bis zum Jahresende 2019, ehe er zu Kunlun Red Star aus der Kontinentalen Hockey-Liga (KHL) wechselte. Für die Mannschaft aus Peking sammelte er in bis Frühjahr 2021 insgesamt 39 Scorerpunkte in 66 KHL-Partien, ehe er innerhalb der Liga zum lettischen Hauptstadtklub Dinamo Riga wechselte.
Nachdem sich Dinamo aufgrund des russischen Überfalls auf die Ukraine noch während der laufenden Saison 2021/22 aus dem Spielbetrieb zurückgezogen hatte, verließ der Kanadier die Mannschaft und wechselte umgehend zu HV71 in die zweitklassige schwedische Allsvenskan. Mit dem Team gelang schließlich der Wiederaufstieg in die Svenska Hockeyligan (SHL). Shinkaruk verließ den Klub jedoch trotz des Aufstiegs und schloss sich im September 2022 für eine Spielzeit Neftechimik Nischnekamsk aus der KHL an. Dort bestritt er im Verlauf des Spieljahres 2022/23 allerdings nur 19 Partien. Im Oktober des folgenden Jahres wechselte der Kanadier für eine Saison zu den Iserlohn Roosters aus der Deutschen Eishockey Liga (DEL), ehe er sich im Juli 2024 dem walisischen Hauptstadtklub Cardiff Devils aus der britischen Elite Ice Hockey League (EIHL) anschloss.

### International
Bei der World U-17 Hockey Challenge 2011 gewann er mit dem Team Canada Pacific die Bronzemedaille; zusätzlich wurde er in das All-Star-Team des Turniers gewählt. Seinen ersten Einsatz für die kanadische Nationalmannschaft hatte Shinkaruk beim Ivan Hlinka Memorial Tournament 2011, bei dem er mit dem Team die Goldmedaille errang. Wenig später war Shinkaruk auch Teil des Team Kanada bei der U18-Junioren-Weltmeisterschaft 2012. Bei dem in Tschechien ausgetragenen Wettbewerb erzielte der Linksschütze in sechs Partien acht Scorerpunkte und gewann mit seiner Mannschaft nach einem Sieg im Spiel um den dritten Platz gegen die finnische Auswahl die Bronzemedaille. Shinkaruk gelangen in diesem Spiel zwei Tore, darunter das Spielentscheidende in der dritten Minute der Verlängerung.

## Erfolge und Auszeichnungen
- 2013 WHL East Second All-Star-Team
- 2016 Teilnahme am AHL All-Star Classic
- 2022 Meister der Allsvenskan und Aufstieg in die Svenska Hockeyligan mit HV71

### International
- 2011 Bronzemedaille bei der World U-17 Hockey Challenge
- 2011 All-Star-Team bei der World U-17 Hockey Challenge
- 2011 Goldmedaille beim Ivan Hlinka Memorial Tournament
- 2012 Bronzemedaille bei der U18-Junioren-Weltmeisterschaft

## Karrierestatistik

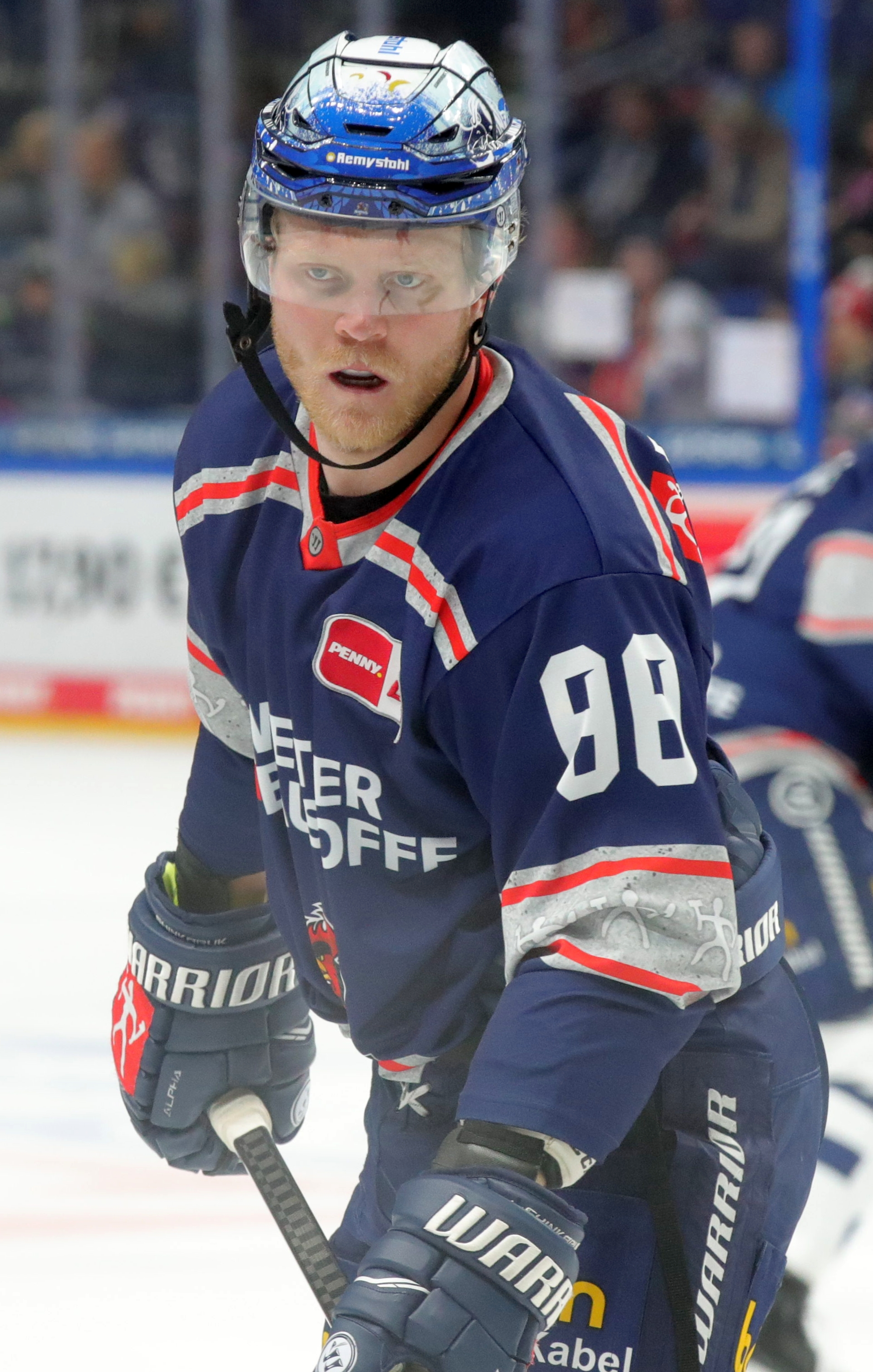
Shinkaruk im Trikot der Iserlohn Roosters (2023)

Stand: Ende der Saison 2023/24

### International
Vertrat Kanada bei:
- World U-17 Hockey Challenge 2011
- Ivan Hlinka Memorial Tournament 2011
- U18-Junioren-Weltmeisterschaft 2012

(Legende zur Spielerstatistik: Sp oder GP = absolvierte Spiele; T oder G = erzielte Tore; V oder A = erzielte Assists; Pkt oder Pts = erzielte Scorerpunkte; SM oder PIM = erhaltene Strafminuten; +/− = Plus/Minus-Bilanz; PP = erzielte Überzahltore; SH = erzielte Unterzahltore; GW = erzielte Siegtore; 1 Play-downs/Relegation; Kursiv: Statistik nicht vollständig)